# Radu Nunweiller
Pour les articles homonymes, voir Nunweiller.
Radu Nunweiller, né le 16 novembre 1944 à Bucarest en Roumanie, est un ancien joueur et entraîneur de football roumain. Il compte 44 sélections et 2 buts en équipe nationale entre 1966 et 1975. 
Ses six frères sont aussi des footballeurs, Costică, Dumitru, Ion, Lică, Victor et Eduard.

## Biographie

### Carrière de joueur
Avec le Dinamo Bucarest, il remporte cinq championnat de Roumanie et deux Coupes de Roumanie.
Avec cette même équipe, il joue 13 matchs en Coupe d'Europe des clubs champions. Le 3 octobre 1973, il inscrit un quadruplé face au club nord-irlandais de Crusaders.
Il dispute un total de 333 matchs en première division roumaine, pour 40 buts inscrits.

### Carrière internationale
Radu Nunweiller est convoqué pour la première fois par le sélectionneur national Ilie Oană pour un match amical contre l'Allemagne de l'Est le 21 septembre 1966 (défaite 2-0). Par la suite, le 11 octobre 1970, il inscrit son premier but en sélection contre la Finlande, lors d'un match des éliminatoires de l'Euro 1972 (victoire 3-0). Il reçoit sa dernière sélection le 17 avril 1975 contre l'Espagne (1-1).
Il participe à la Coupe du monde 1970, compétition lors de laquelle il joue trois matchs.
Il compte 42 sélections et 2 buts avec l'équipe de Roumanie entre 1966 et 1975.

### Carrière d'entraîneur
Il remporte une Coupe de Suisse avec le Lausanne-Sport et un titre de champion de Suisse de D2 avec l'Yverdon-Sport.

## Palmarès

### Joueur
- Avec le Dinamo Bucarest :
  - Champion de Roumanie en 1964, 1965, 1971, 1973 et 1975
  - Vainqueur de la Coupe de Roumanie en 1964 et 1968

### Entraîneur
- Avec le Lausanne-Sport :
  - Vainqueur de la Coupe de Suisse en 1998

- Avec le Yverdon-Sport :
  - Champion de Suisse de D2 en 2005

## Statistiques

### Buts en sélection
Le tableau suivant liste les résultats de tous les buts inscrits par Radu Nunweiller avec l'équipe de Roumanie.